# Massow (Adelsgeschlecht)

Wappen derer von Massow

Die Familie Massow ist ein Adelsgeschlecht aus Pommern. Der Name geht auf den Ort Massow in Hinterpommern zurück.

## Geschichte
Die Familie wird erstmals 1259 mit einem Ritter Conrad genannt, der sich nach dem Ort Massow in Hinterpommern benannte. Vermutlich stammte dieser Ritter Conrad aus Niedersachsen. Conradus de Massow ist auch in einer angeblich von 1253 stammenden Urkunde genannt, die aber als Fälschung, wohl aus der Zeit zwischen 1306 und 1317, erkannt ist.
Die Stammreihe des Geschlechts setzt etwa 200 Jahre später ein. Es entstanden die Linien Rohr, Lantow, Bartin und Schwirsen. Familienangehörige standen in den Diensten der pommerschen Herzöge und später der brandenburgischen Kurfürsten und preußischen Könige.
Eine Lehn- und Familien-Stiftung wurde 1875 in Berlin gegründet, Familientage werden alle zwei Jahre abgehalten.

## Adelsbestätigungen
- Schlesisches Inkolat im Ritterstand am 2. Februar 1759 in Berlin für den königlich preußischen Major a. D. Paul von Massow und am 21. Juni 1781 in Berlin für Valentin von Massow, Gutsherr auf Rohr im Kreis Rummelsburg und späterer Obermarschall.
- Aufnahme in den Niederländischen Adel am 22. September 1817 für Godefridus van Massow, Ratsherr der Stadt Leyden. Niederländisches Baronat am 22. Juni 1844 für dessen Sohn Gerlach Cornelis Johannes van Massow, ebenfalls Ratsherr der Stadt Leyden. Der niederländische Familienzweig ist erloschen.

## Wappen
In Silber zwei rote Balken. Auf dem Helm mit rot-silbernen Decken zwei wie der Schild bezeichnete Büffelhörner.

## Bekannte Familienmitglieder

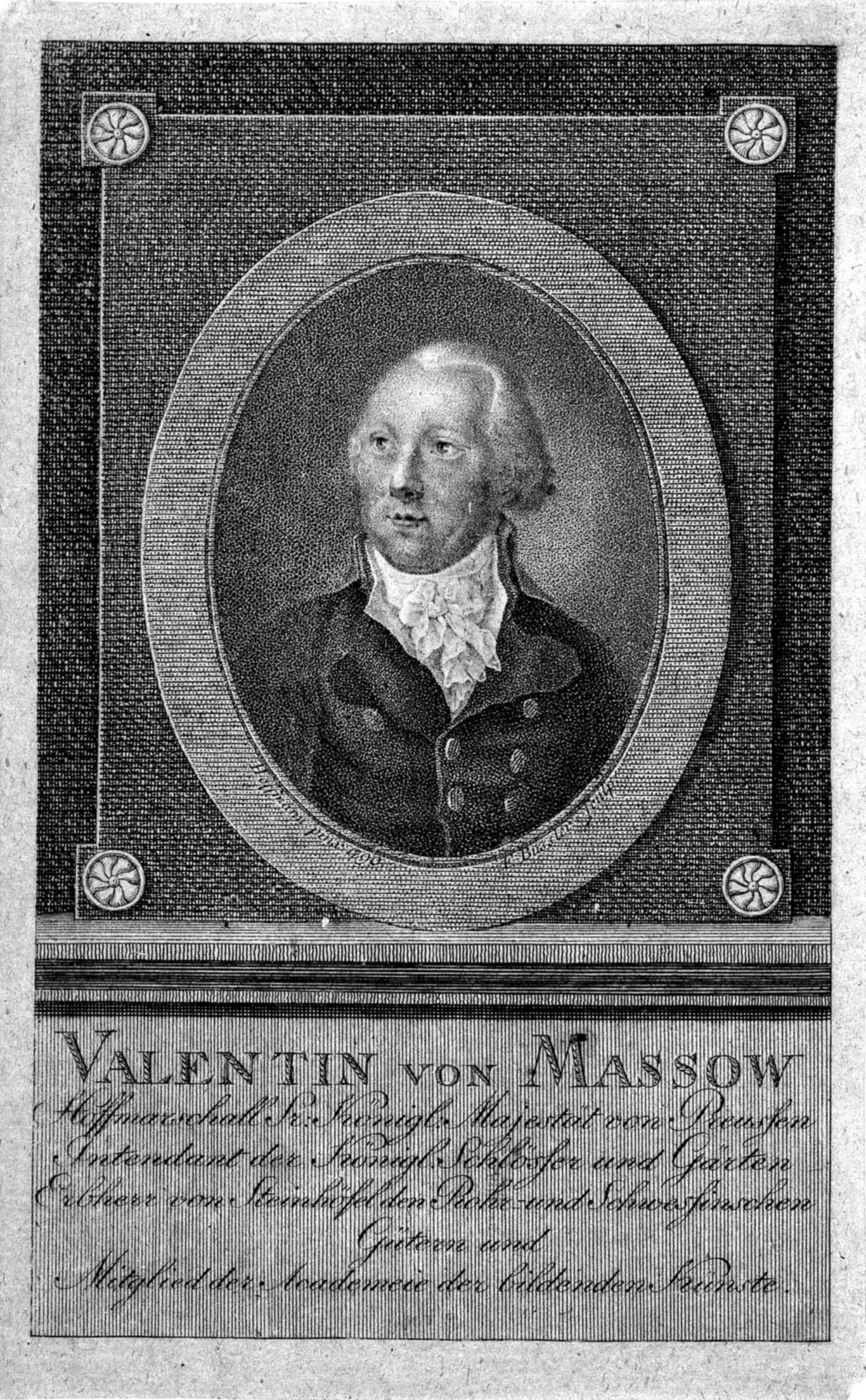
Valentin von Massow, Hofmarschall Sr. Königl. Majestät von Preußen

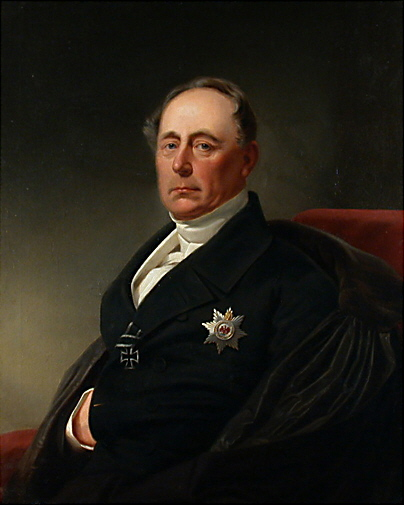
Ludwig von Massow (1794–1859), Minister des königlichen Hauses

- Apollonia Elisabeth von Massow, Dichterin evangelischer geistlicher Lieder, wirkte im 17. Jahrhundert in Pommern
- Kaspar Ewald von Massow (1629/1639–1694), pommerscher Landrat und Direktor des Stolpeschen Kreises
- Kaspar Otto von Massow (1665–1736), preußischer Kriegsminister
- Joachim Rüdiger von Massow († 1756), preußischer Landrat des Rummelsburger Kreises
- Hans von Massow (1686–1761),  preußischer Generalleutnant und Generalkriegskommissar
- Gerlach Cornelis Johannes van Massow (1687–1758), niederländischer Generalmajor
- Joachim Ewald von Massow (1697–1769), Geh. Staatsminister und Dirigierender Minister in Schlesien
- Valentin von Massow (1712–1775), preußischer Staats- und Kriegsminister
- Carl von Massow (1735–1807), Landrat des Randowschen Kreises und vorpommerscher Landesdirektor
- Friederike Charlotte Louise von Massow (1746–1808), Ehefrau des Generals Friedrich Adolf Riedesel
- Carl Ludwig Ewald von Massow (1748–1808), Landrat des Kreises Guhrau
- Friedrich Ewald Ernst von Massow (1750–1791), Präsident der Kriegs- und Domänenkammer in Marienwerder
- Julius Eberhard von Massow (1750–1816), preußischer Justizminister und Chefpräsident des Kammergerichts
- Valentin von Massow (1752–1817), preußischer Oberhofmarschall, Intendant der preußischen Schlösser und Gärten
- Ewald Georg von Massow (1754–1820), Oberlandeshauptmann und Staatsminister in Schlesien
- Friedrich Gottlob von Massow (1754–1833), Oberforstmeister in West- und Südpreußen
- Godefridus van Massow (1761–1818), niederländischer Kaufmann, Ratsherr der Stadt Leiden
- Johann von Massow (1761–1805), Landrat des Landkreises Rummelsburg in Pommern
- Karl Friedrich Heinrich von Massow (1770–1851), preußischer Generalmajor
- Valentin von Massow (1793–1854), preußischer Generalleutnant
- Gerlach Cornelis Johannes van Massow (1794–1852), niederländischer Jurist, Ratsherr der Stadt Leiden
- Ludwig von Massow (1794–1859), preußischer Minister des Königlichen Hauses
- Frederik van Massow (1798–1876), niederländischer Adliger, ließ sich 1837 aus dem Niederländischen Adel streichen
- Wilhelm von Massow (1802–1867), Mitglied des Preußischen Herrenhauses
- Heinrich von Massow (1810–1896), preußischer Generalmajor
- Hermann von Massow (1812–1881), Forstbeamter, Ehrenritter des Johanniterordens und Mitglied der Frankfurter Nationalversammlung
- Wilhelm von Massow (General) (1815–1899), preußischer General der Infanterie
- Louis von Massow (1821–1905), preußischer Generalmajor
- Valentin von Massow (1825–1868), preußischer Oberstleutnant, Kommandeur des 1. Garde-Ulanen-Regiments
- Benno von Massow (1827–1904), preußischer Generalleutnant
- Ferdinand von Massow (1830–1878), preußischer Generalmajor
- Anton von Massow (1831–1921), preußischer General der Infanterie
- Adolf von Massow (1837–1909), preußischer Offizier der Kavallerie und Politiker, Mitglied des Deutschen Reichstags
- Robert von Massow (1839–1927), preußischer General der Kavallerie, Teilnehmer am amerikanischen Bürgerkrieg, Präsident des Reichsmilitärgerichts
- Konrad von Massow (1840–1910), Verwaltungsjurist, Geh. Oberregierungsrat beim Rechnungshof des Deutschen Reiches
- Alexander von Massow (1842–1906), preußischer Generalleutnant
- Ludwig von Massow-Parnehnen (1844–1914), Offizier und Mitglied des Deutschen Reichstags
- Benno von Massow (1859–1938), Generalleutnant
- Valentin von Massow (1864–1899), Chef der Kaiserlichen Polizeitruppe in Togo
- Ewald von Massow (1869–1942), deutscher Generalleutnant, Flügeladjutant von Kaiser Wilhelm II., SS-Gruppenführer
- Magdalene von Massow (1870–1935), deutsche Kolonialistin und Plantagenbesitzerin in Deutsch-Ostafrika
- Albrecht von Massow (1879–1953), deutscher Generalmajor der Luftwaffe
- Wilhelm von Massow (1891–1949), deutscher Klassischer Archäologe
- Gerd von Massow (1896–1967), deutscher Generalleutnant der Luftwaffe, General der Fliegerausbildung
- Hans-Werner von Massow (1912–1988), Organisator des nationalen und internationalen Fernschachs
- Bertl von Massow (1921–1983), Organisatorin des internationalen Fernschachs